# 시나 재정
시나 재정(椎名裁定)은 1974년 차기 총재로 미키 다케오를 지명하는 과정에서 일본 자유민주당 부총재인 시나 에쓰사부로가 재정(裁定)한 사건이다.
1974년 제10회 일본 참의원 의원 통상선거에서 여당인 자민당이 패배했으며 3개월 뒤인 10월에는 분게이슌주 11월호에 다치바나 다카시가 다나카 가쿠에이 총리의 금맥 문제를 파헤치는 기사를 게재했다.
이를 계기로 다나카에 대한 퇴진 문제가 불거져 다나카는 총재직 사임을 결정했다. 하지만 누가 후임자가 될지를 두고 자민당은 큰 난항을 겪었다. 총재 후보로 주목을 받은 사람은 오히라 마사요시 대장대신과 후쿠다 다케오 전 대장대신이었다. 정상적인 총재 선거를 시행한다면 다나카파의 지지를 받는 오히라가 승리할 것이 예상되었지만 다나카파의 금맥 문제가 불거진 상황에서 이는 국민적 비판이 클 것이 분명했다. 하지만 합의를 통한 방식은 고문 회의의 주도 하에 후쿠다가 승리할 가능성이 높았다(당시 고문 회의는 전직 수상인 기시 노부스케와 사토 에이사쿠, 그리고 이시이 미쓰지로 전 중의원 의장 등이 속해 있었는데 이들은 대체로 친 후쿠다 성향이 강했다). 따라서 총재 선거를 진행해도 진행하지 않아도 자민당은 큰 내홍을 겪고 최악의 경우 분열을 맞이할 우려도 있었다.
이때 자유민주당 부총재인 시나가 재정을 시도했다. 이는 시나가 당내 개혁론자이기도 했으며 당시 당내 요직으로 분류되는 간사장, 총무회장, 정조회장을 각각 다나카파의 니카이도 스스무, 오히라파의 스즈키 젠코, 나카소네파의 야마나카 사다노리 등 거대 파벌들이 한 자리씩 차지하고 있던 와중에 부총재 자리만 소수 파벌인 시나파의 영수 시나가 차지하고 있었기 때문에 가능했다.
11월 30일 당사에서 파벌 실력자들이 회합했는데 여기서 시나는 총재 후보로 오히라, 후쿠다, 미키, 나카소네 야스히로 통상산업대신 등 네 명으로 하면서 스스로를 제외했다. 이후 협의는 정책 논의에서 당 개혁까지 광범위하게 진행되었는데 시나는 파벌을 초월한 각료 인사를 단행할 것, 총재를 배출한 파벌에서 간사장을 맡지 않을 것(총간분리), 당의 정책 입안 기능을 강화할 것 등의 합의를 이끌어냈다. 다음날 시나는 총재실로 후쿠다, 오히라, 나카소네를 불러 이미 의논은 끝났다면서 재정문을 읽었다.
저는 국가와 국민을 위해 신께 기도드리는 마음으로 생각했습니다. 새로운 총재는 청렴할 것은 물론이고 당의 체질 개선과 근대화에 몰두하는 사람이어야 합니다. 국민은 우리 당이 파벌 항쟁을 끝내기를 기대하고 근대 정당으로 탈피하기 위한 연찬과 노력을 게을리하지 않는 열정을 가진 사람을 바라고 있다고 확신합니다. 이와 같은 인식에서 저는 새로운 총재로 정계의 장로인 미키 다케오 군이 가장 적임자라고 확신하여 이에 천거합니다.

시나는 후쿠다를 지지하면 다나카파와 오히라파가 이반할 가능성이 생기고 오히라를 지지하면 후쿠다가 탈당할 가능성이 있다고 생각했다. 이에 두 사람을 제외한 뒤 상대적으로 젊고 장래가 유망했던 나카소네도 제외하여 당의 근대화를 주창해왔던 미키를 천거한 것이다. 소수 파벌에 불과했던 미키파의 영수인 미키는 재정문을 받고 청천벽력이라고 중얼거렸다고 한다. 실제로 이 재정문은 많은 사람들을 놀라게 했다.
이 재정에 난색을 표한 의원들도 있었지만 가장 난색을 표하던 오히라가 최종적으로 동의하면서 큰 문제는 없어졌다. 다나카는 오히라에게 51 대 49로 졌다면서 그래도 잘 싸웠다고 말했다고 한다. 12월 4일 미키는 정식으로 자민당 7대 총재로 선임되었고 5일 뒤 총리대신이 되었다.
훗날 자민당 간사장실장을 지냈던 오쿠시마 사다오는 시나에게 재정을 일임한 사람은 아무도 없었다는 증언을 했다. 사실 다나카는 시나에게 잠시 정권을 맡긴 뒤에 자신의 금맥 의혹을 풀고 총재직에 복귀할 구상을 가지고 있었다. 그래서 시나는 오히라 설득에 진력을 다했는데 오히라가 뜻을 접지 않고 오히려 기자들에게 시나가 총재직에 관심을 보인다고 폭로해버렸던 것이다. 이 얘기는 당시에도 어느 정도 알려진 이야기로 당내에서 시나 잠정 내각 구상안이 떠올랐고 시나도 이를 부정하지 않았기에 오히라가 반발했다는 것이다. 오히라는 기자들 앞에서 "교지가 마와시를 입었다", "산파가 자신도 출산을 하겠다고 말한다" 등 시나를 강하게 비판했다. 사실 이러한 반발은 시나의 권위를 실추시켜 그를 재정역에서 물러나게 한 뒤 총재 선거를 시행하도록 할 계획이었지만 재정역으로서 시나의 역할은 흔들리지 않았다. 하지만 당황한 시나는 총재직에 대한 야심을 포기할 수 밖에 없었다고 한다.
이런 상황에서 선택지는 미키밖에 남지 않았다. 다나카는 임시로 누군가에게 정권을 맡긴 뒤에 복귀할 생각을 하고 있었는데 후쿠다, 오히라는 잠정 내각이 아닌 본격적인 내각을 꾸릴 것이 분명했기 때문이었다. 다나카는 "후쿠다에게는 죽어도 정권을 넘기지 않겠다. 나는 녀석이 '이렇게까지 해도 안 되는 건가'라고 황야에서 비를 맞으며 우는 모습이 보고 싶다"라는 말도 했다고 전해진다. 또한 시나 재정이 결정되었을 때 다나카는 골프장에서 연락을 받았는데 "그래, 미키가 되었나"라고 말하곤 1라운드를 더 뛰었다고 한다. 하지만 일반적으론 다나카는 사전에 미키가 후임 총재로 결정되었단 사실을 알고 있었다고 보는 시각이 우세하다. 그 외에도 다나카는 "오히라는 아직 빠르고 나카소네는 앞길이 창창하다"는 말도했다고 전해진다.
재정문이 공개되기 하루 전인 11월 30일 시나는 미키의 측은인 산케이 신문 기자 후지타 요시로에게 이 사실을 전달하고는 재정문 초안 작성을 요청했다고 한다. 후지타가 이 사실을 미키에게 전하자 미키는 "후지타 군, 이 재정문은 후세에 남을 천하의 명문이어야 해. 내가 쓰지. 철야를 해서라도 내가 쓰겠네"라고 말했지만 너무 흥분한 나머지 결국 글을 쓰지 못하고 후지타가 대부분을 썼다고 한다. 다만 초안을 본 미키는 자신의 이름 앞에 '정계의 최고 장로'라는 문구를 추가할 것을 주문했다.
재정문 초안을 전달받은 시나는 다시 글을 다듬었는데 이 과정에서 미키가 추가하도록 했던 '정계의 최고 장로' 부분에서 '최고' 글자가 빠지게 되었다. 이는 1930년 총선에서 처음 당선된 후나다 나카가 1937년 총선에서 처음 당선된 미키보다 정치 선배였기 때문이다. 또한 시나 본인도 미키보다 선수는 적지만 나이는 많았기에 미키를 정계 최고 장로라고 부를 수 없다고 판단한 듯하다.

## 참고 문헌
- 후지타 요시로 (1979년 9월). 《椎名裁定―現場にみた椎名・三木の「信頼」から「破局」まで》 [시나 재정 - 현장에서 본 시나·미키의 「신뢰」에서 「파국」까지]. 산케이 출판.
- 이토 마사야 (1982년 8월 30일). 《自民党戦国史―権力の研究》 [자민당 전국사 - 권력의 연구]. 아사히 소노라마. ISBN 978-4257031635.
- 오쿠시마 사다오 (2005년 9월 25일). 《自民党幹事長室の30年》 [자민당 간사장실 30년]. 주오고론. ISBN 978-4122045934.